# João Pedro Falcão de Campos
João Pedro Falcão de Campos (n. Lisboa, 1961) é um arquitecto português, e actualmente professor de Projecto de Arquitectura III no IST.

## Biografia
João Pedro fez a sua licenciatura em arquitectura em 1984, Faculdade de Arquitectura da Universidade Técnica de Lisboa.
Em 1993 inicia a sua colaboração com o Álvaro Siza Vieira e com Gonçalo Byrne.

## Obras
- Casa Saraiva Lima (Quinta da Foz, Alcácer do Sal)
- Casa Tomé Lopes  (projecto de remodelação) no Arco Cego em Lisboa
- Casa Saraiva Lima (Famais do Meio, Santa Catarina, Alcácer do Sal)[1]
- O bar "à margem" com Ricardo Vaz[2]
- Envolvente Mosteiro de Alcobaça, com Gonçalo Byrne[3]
- Elevador do Outeiro, com Gonçalo Byrne (2005-2008)
- Museu do Dinheiro, com Gonçalo Byrne (2014) - Prémio Valmor de 2014
- Rua Nova de São Mamede, 64 (Reabilitação, Lisboa) - Menção Honrosa do Prémio Valmor 2018, atribuído em 2024[4]